# 施派
施派是德国莱茵兰-普法尔茨州的一个市镇。总面积2.70平方公里，总人口1894人，其中男性915人，女性979人（2011年12月31日），人口密度701人/平方公里。